# Cordia andersonii
Cordia andersonii là loài thực vật có hoa trong họ Mồ hôi. Loài này được Gürke mô tả khoa học đầu tiên năm 1891.